# Viktor Vorobiev
Viktor Vorobiev es un deportista soviético que compitió en piragüismo en la modalidad de aguas tranquilas. Ganó tres medallas en el Campeonato Mundial de Piragüismo entre los años 1975 y 1978.

## Palmarés internacional
| Campeonato Mundial | Campeonato Mundial    | Campeonato Mundial | Campeonato Mundial |
| Año                | Lugar                 | Medalla            | Competición        |
| ------------------ | --------------------- | ------------------ | ------------------ |
| 1975               | Belgrado (Yugoslavia) | Medalla de oro     | K2 500 m           |
| 1977               | Sofía (Bulgaria)      | Medalla de plata   | K2 500 m           |
| 1978               | Belgrado (Yugoslavia) | Medalla de bronce  | C2 10 000 m        |